# آلبرت کیتینگ
آلبرت کیتینگ (انگلیسی: Albert Keating; ۲۸ ژوئن ۱۹۰۲ – ۱۸ اکتبر ۱۹۸۴) بازیکن فوتبال اهل بریتانیا بود.
از باشگاه‌هایی که در آن بازی کرده‌است می‌توان به باشگاه فوتبال بریستول سیتی، باشگاه فوتبال نیوکاسل یونایتد، باشگاه فوتبال بلکبرن روورز، و باشگاه فوتبال کاردیف سیتی اشاره کرد.